# 브로스노호
브로스노 호는 트베리 주에 위치한 호수로 안드레아폴에서 가깝다. 이곳은 네스호처럼 브로스노 호의 용이 산다고 전해진다. 이 호수의 깊이는 43 m이고, 서쪽 지역에 교회가 있었으나 침수되었다. 이곳은 이상하게도, 2종류의 바닷물고기가 서식한다.